# Arsinoe I
Arsinoe I (gr.: Άρσινόη, Arsinόē) (ur. ok. 305/295, zm. po 274 p.n.e.) – królowa Egiptu, córka króla Tracji i Macedonii Lizymacha i Nikaji, córki regenta macedońskiego Antypatra.

## Życiorys
Ok. r. 284 p.n.e. poślubiła Ptolemeusza II Filadelfa, króla Egiptu. Małżeństwo to było częścią przymierza z Lizymachem przeciw Seleukosowi I Nikatorowi, królowi państwa Seleucydów. W r. 277 p.n.e. Arsinoe II, była macocha i siostra rodzona jej męża, przybyła na dwór aleksandryjski z wygnania. Dążyła do usunięcia Arsinoe I z dworu, bowiem postanowiła poślubić brata Ptolemeusza II oraz być jedyną małżonką. Zdołała zniechęcić brata do niej, oskarżając nawet o udział w spisku. Ptolemeusz II, mając ten zarzut, pod pretekstem cudzołóstwa, skazał ją na wygnanie do górnoegipkiego miasta Koptos. Przez jakiś czas tam żyła. Znaleziono tam stelę, na której nazywano ją królewską żoną, a jej imię nie było otoczone kartuszem królewskim.

## Potomstwo
Arsinoe I miała z mężem Ptolemeuszem II troje dzieci (dwóch synów i córkę):
- Ptolemeusz (III) (ur. ok. 284, zm. 222 p.n.e.), przyszły król Egiptu
- Lizymach (zm. 221 p.n.e.)
- Berenika (zm. 246 p.n.e.), przyszła żona Antiocha II Theosa, króla państwa Seleucydów.